# 博戈羅茨克區

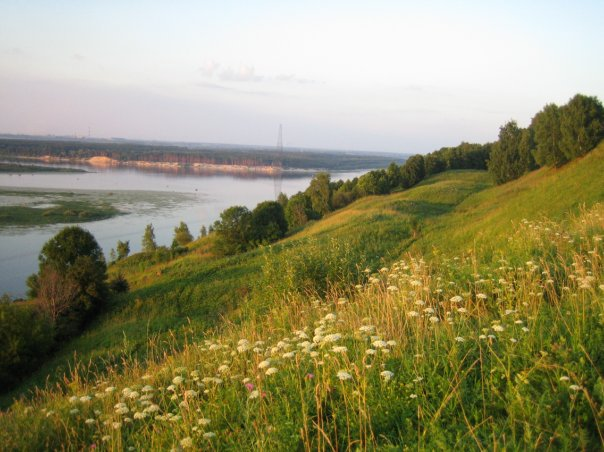

56°05′59″N 43°30′26″E / 56.09972°N 43.50722°E
博戈羅茨克區（俄语：Богородский район），是俄羅斯的一個區，位於該國西部，由下諾夫哥羅德州負責管轄，始建於1929年，面積1,459平方公里，2010年人口65,677，人口密度每平方公里45.02人。